# Kampanós (La Canée)
Kampanós, en grec moderne : Καμπανός, est un village du dème de Kándanos-Sélino, dans le district régional de La Canée, de la Crète, en Grèce. Selon le recensement de 2011, la population de Kampanós compte 85 habitants. Le village est situé à une altitude de 400 m.

## Recensements de la population
| Recensements | 1900 | 1920 | 1928 | 1940 | 1951 | 1961 | 1971 | 1981 | 1991 | 2001 | 2011 |
| ------------ | ---- | ---- | ---- | ---- | ---- | ---- | ---- | ---- | ---- | ---- | ---- |
| Population   | 412  | 361  | 382  | 473  | 397  | 386  | 304  | 234  | -    | 205  | 85   |